# Edmond Lesellier

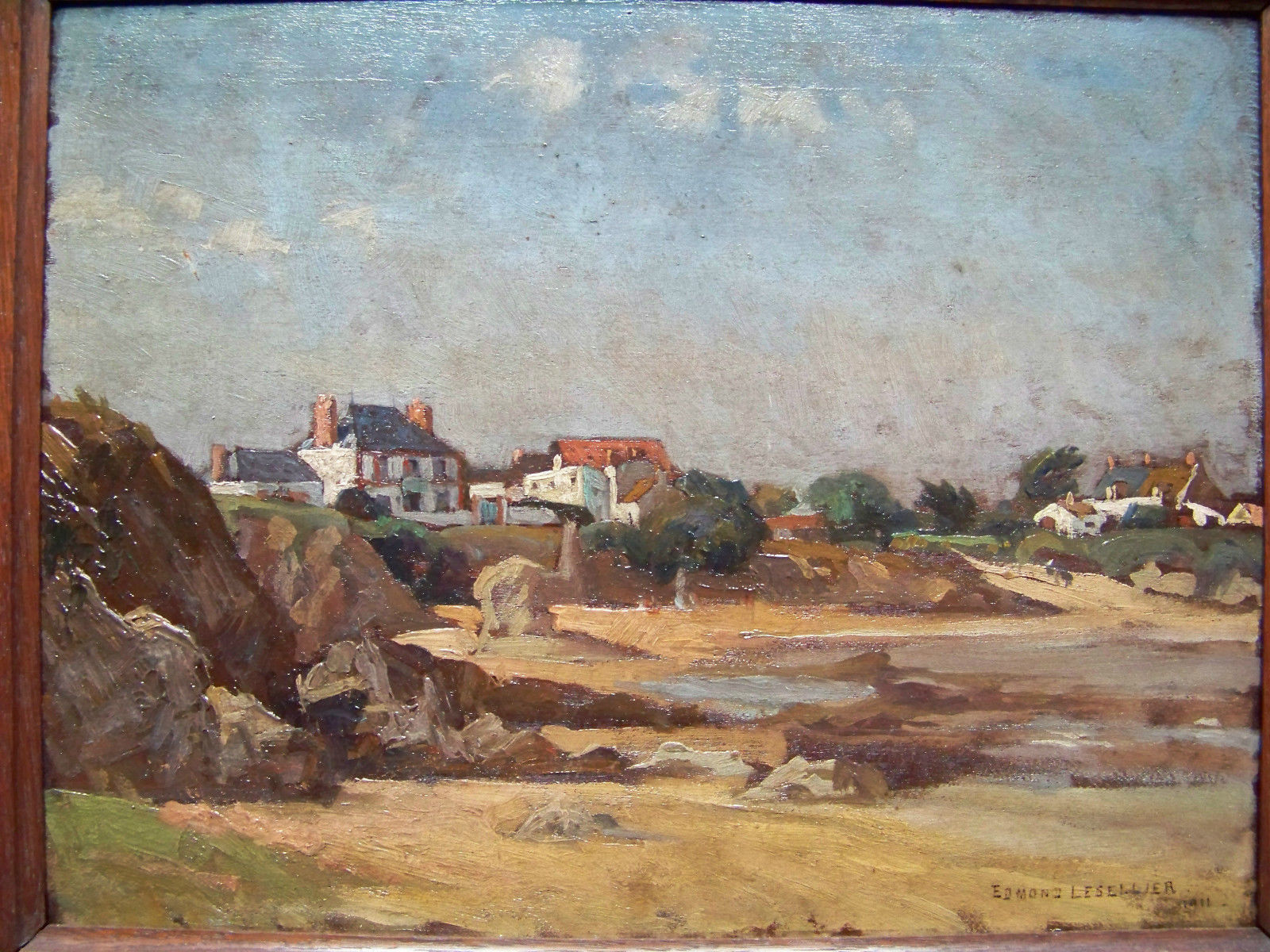
Préfailles. La plage du Cormier. 1911. Collection privée.

Edmond Lesellier est un peintre français né le 5 juillet 1885 à Paris où il est mort le 20 novembre 1920. 

## Biographie
Après avoir fait ses études au lycée Janson de Sailly, il passa deux ans à l'École des arts décoratifs, puis entra à l’École nationale des beaux-arts, dans l’atelier de Fernand Cormon.
Logiste du Concours de Rome en 1910, il obtint à l’École, en 1911, le prix Fortin d’Ivry, le prix Chenavard en 1913 et 1914 et, en 1919, le prix Anna Maire.
L’Académie des beaux-arts lui avait décerné, en 1911, le prix Leclerc-Maria Bouland pour son tableau Saint Hervé et les Pâtres bretons, puis le prix Troyon, en 1919, et l’un des prix Roux en 1919 et en 1920.
Mobilisé le 2 août 1914[Quand ?], il partit comme sergent au 65e bataillon de chasseurs à pied. Il y demeura jusqu’en juillet 1916 et mérita, à Verdun, une citation à l’ordre du corps d’armée. Il fut ensuite affecté à l’artillerie, puis au génie, comme chef divisionnaire aux sections de camouflage, où une seconde citation lui fut décernée.
Démobilisé en mars 1919, il put se consacrer enfin tout entier à son art. Il exposait, cette même année, au Salon des artistes français, Ypres, qui fut acquis par l’État, ainsi que Saint-Nazaire, exposé à la galerie Reitlinger et, au dernier Salon de 1920, Perthes-les-Hurlus, Champagne et Convoi.
Le jury de peinture lui décernait alors la première de ses médailles d’or. L’État acquérait, comme l’année précédente, son tableau Convoi et lui attribuait une bourse de voyage. L’Académie des beaux-arts, qui l’avait récompensé plusieurs fois, lui décernait le prix Alphonse de Neuville.
Il meurt le 20 novembre 1920, à l’âge de trente-cinq ans, des suites d’une maladie contractée au front.